# 28443 Crisara
28443 Crisara è un asteroide della fascia principale. Scoperto nel 2000, presenta un'orbita caratterizzata da un semiasse maggiore pari a 2,2271919 UA e da un'eccentricità di 0,1225840, inclinata di 1,35299° rispetto all'eclittica.